# Брат Солнце, сестра Луна
«Брат Солнце, сестра Луна» (англ. Brother Sun, Sister Moon, итал. Fratello sole, sorella luna) — биографический художественный фильм совместного производства Италии и Великобритании режиссёра Франко Дзеффирелли. Фильм повествуюет о жизни одного из самых почитаемых католических святых — Святого Франциска.

## Описание
Fratello Sole, Sorella Luna пытается провести параллели между идеями Франциска и идеями движения хиппи 1960—1970-х годов.
В фильме снимались как начинающие, так и уже известные актёры, включая Алека Гиннеса, Джуди Баукер, Ли Лоусона, Кеннета Крэнэма, Валентину Кортезе. Музыку к фильму написал Риц Ортолани.

## Сюжет
Франциск Ассизский проповедует идеи равенства и братства, по его мнению люди должны отказаться от всех земных материальных благ и посвятить свою жизнь только духовному самосовершенствованию. Жизнь же намного сложнее: к проповедям святого горожане и земледельцы относятся довольно скептически — они привыкли жить земными благами, пороками и искушениями.
Мир же зрителю показан таким, каким его видит наивный и страстный молодой человек: он мало что умеет делать, но полон желания отдать всё накопившееся в его душе и сердце, объяснить людям о справедливости в его понимании. Но пока ещё мало желающих зависеть от милости окружающих и жить только на подаяния.

## В ролях
- Грэм Фолкнер — Франциск Ассизский
- Джуди Баукер — Клара
- Ли Лоусон — Бернардо
- Кеннет Крэнем — Паоло
- Ли Монтегю — Пьетро Ди Бернардоне
- Валентина Кортезе — Пика Ди Бернардоне
- Алек Гиннесс — Папа Иннокентий III